# Mordfall Nicole-Denise Schalla
Beim Mordfall Nicole-Denise Schalla handelt es sich um den Mord an der 16-jährigen Schülerin Nicole-Denise Schalla (* 7. März 1977 in Dortmund;  † 14. Oktober 1993 ebenda) aus Dortmund im Jahr 1993. Sie wurde am 14. Oktober 1993 wenige hundert Meter von ihrem Elternhaus im Dortmunder Stadtteil Jungferntal entfernt überfallen, sexuell missbraucht, ausgeraubt und schließlich ermordet. Rund 25 Jahre nach der Tat, im Jahr 2018, konnte ein Tatverdächtiger mithilfe einer neuen DNA-Analysemethode ausgemacht werden. Er wurde im Januar 2021 vom Landgericht Dortmund zu einer lebenslangen Freiheitsstrafe verurteilt.

## Tat
Die Tat ereignete sich in den Herbstferien. Einige Tage vor der Tat waren Nicole-Denise Schallas Eltern mit ihren beiden jüngeren Töchtern in den Urlaub in die Niederlande gefahren. Die 16 Jahre alte Nicole Schalla blieb zum ersten Mal für einige Tage alleine zu Hause in Dortmund. Am Tatabend, dem Abend des 14. Oktober 1993, fuhr sie zusammen mit Freunden in deren Auto zu einem Freund in Herne. Anschließend fuhr sie mit dem Bus zurück nach Dortmund. Sie musste zwei Mal umsteigen, in Castrop-Rauxel und im Dortmunder Stadtteil Kirchlinde. Schließlich verließ sie kurz vor 23 Uhr einen Bus der Linie 462 an der Haltestelle Willstätterstraße, 200 Meter von ihrem Elternhaus entfernt, und machte sich zu Fuß auf den Weg nach Hause. Mit ihr verließ ein Mann den Bus. Auf einem Weg nahe der Jungferntal-Grundschule wurde sie von dem Mann, der zusammen mit ihr aus dem Bus ausgestiegen war, von hinten angefallen, in ein Gebüsch gezerrt, sexuell missbraucht und erwürgt. Außerdem raubte der Täter ihr ihren Rucksack samt Geldbörse, einem Taschenschirm und einer Halskette. Am nächsten Tag wurde ihre entkleidete Leiche in dem Gebüsch entdeckt. Noch am selben Tag wurden ihre Eltern telefonisch über die Tötung ihrer Tochter informiert.

## Verhaftung des Täters und Prozess
Die Ermittlungen nach der Tat blieben zunächst ohne Ergebnis. Auch eine Fahndung nach dem Täter in der Sendung Aktenzeichen XY … ungelöst im April 1994 führte nicht zum Erfolg. Knapp 25 Jahre nach der Tat, im Juni 2018, konnte der mutmaßliche Täter, der zu diesem Zeitpunkt 52-jährige und wegen diverser Sexualdelikte vorbestrafte Ralf H., ausfindig gemacht und verhaftet werden. An der Leiche waren nach der Tat von ihm stammende Hautschuppen gefunden worden. Mithilfe einer neuen DNA-Analysemethode konnte ihm nun die darin enthaltene DNA zugeordnet werden. Im Dezember desselben Jahres begann vor dem Landgericht Dortmund der Prozess gegen ihn. Vor Gericht beteuerte er seine Unschuld und gab an, die DNA-Spur müsse bereits im Bus von ihm auf Schalla übertragen worden sein. Die Eltern der getöteten Nicole-Denise Schalla traten als Nebenkläger auf und waren an jedem Verhandlungstag anwesend. Der Prozess wurde durch zahlreiche Beweisanträge der Verteidigung und von von dieser vorgebrachten Gutachten in die Länge gezogen. 2020 entschied das Oberlandesgericht Hamm, dass Ralf H. aus der Untersuchungshaft entlassen werden müsse, da das Verfahren mittlerweile zu lang dauere und die Dauer der Untersuchungshaft unverhältnismäßig sei.
Nach zweieinhalb Jahren Prozess und über 40 Verhandlungstagen verurteilte das Landgericht Dortmund Ralf H. am 25. Januar 2021 wegen Mordes zu einer lebenslangen Freiheitsstrafe. Das Urteil wurde allerdings nicht sofort rechtskräftig, da die Verteidigung des Täters in Revision ging. Ende 2021 wies der Bundesgerichtshof die Revision ab und das Urteil wurde schließlich rechtskräftig. Durch Beschluss des Amtsgerichts Münster wurde angeordnet, dass Ralf H. bis zum Haftantritt eine elektronische Fußfessel tragen muss.  Kurz vor Haftantritt entledigte er sich der elektronischen Fußfessel und ergriff die Flucht. Ende Dezember 2021 wurde er nach einer Fahndung im gesamten Schengen-Raum in Enschede in den Niederlanden gefasst. Zuerst saß er in einem niederländischen Gefängnis ein, bevor er im März 2022 nach Deutschland überstellt wurde. Er verbüßte seine Haftstrafe in der Justizvollzugsanstalt Bielefeld. Dort verstarb er am 4. Mai 2024 im Alter von 58 Jahren.